# Spudaea rubra
Spudaea rubra är en fjärilsart som beskrevs av Max Wilhelm Karl Draudt 1934. Spudaea rubra ingår i släktet Spudaea och familjen nattflyn. Inga underarter finns listade i Catalogue of Life.